# Bardócz Lajos (grafikus)
Bardócz Lajos (Szászsebes, 1936. október 24.–) magyar grafikus.

## Életpályája
A kolozsvári képzőművészeti középiskola növendéke, később tanára (1970-1988) volt. Főiskolai tanulmányait a bukaresti Nicolae Grigorescu Képzőművészeti Főiskola grafikai szakján végezte, Kazár László és Molnár József voltak a mesterei. Pályája kezdetén előbb az Irodalmi és Művészeti Könyvkiadó, majd a Roumanie d'Aujourd'hui c. folyóirat művészeti szerkesztője, innen származott korai kapcsolata az illusztrációs műfajjal. Költői és prózai művekhez készített rajzai az Utunk, Korunk, Luceafărul, România literară és a Tribuna hasábjain jelentek meg. Közel 300 könyvborítót tervezett. Munkái közül jelentős Sadoveanu Baltagul (1961), Homeros Odysseus (1966) és Vasile Voiculescu Zahei, a vak (1972) c. műveinek könyvgrafikája. Az Ady-centenárium alkalmából az Utunk első oldalán közölte Ady Endréről készített metszetének arc-részletét (1977/45), Ady-illusztrációiból 11 fametszetet mutat be a Könyvtár (1979/4). Híres a szárhegyi művésztelepen készült rajzsorozata.
1988-ban áttelepedett Magyarországra, Tiszakécskén él.

## Egyéni kiállítások
- 1973. Kolozsvár - Nagygaléria
- 1974. Bukarest - "Apolló" Galéria
- 1975. Kolozsvár - Nagyvárad
- 1976. Korunk Galéria - Kolozsvár
- 1979. Csíkszereda
- 1981. Kolozsvár Kisgaléria
- 1983. Kolozsvári Művészeti Múzeum (Shakespeare évforduló)
- 1985. Szatmárnémeti
- 1987. Gyergyószentmiklós
- 1987. Kolozsvár - Kisgaléria
- 1988. Tiszakécske - Budakeszi
- 1989. Gyöngyösi Galéria
- 1990. Újpest Galéria
- 1991. Salzburg - TAXHAM Galéria (A)
- 1993. Leányfalu
- 1995. Kecskemét
- 1997. Bartók Béla Művelődési Központ, Szeged

## Csoportos kiállítások
- Országos és megyei grafikai tárlatok (Románia)
- 1988. Erdélyi Képzőművészek Magyarországon - Pesterzsébeti Múzeum; Bécs Magángaléria
- 1988. Kecskeméti Téli Tárlat
- 1989. "Erdély tükrében" - Esztergomi Vármúzeum
- 1989. Bács-Kiskun megye Grafikai Tárlata Kecskemét
- 1991. Grafikai Műtermek Budapest Csontváry Galéria
- 1991. "Erotika a kortárs magyar grafikában" Budapest Árkád Galéria - München Magángaléria
- 1991. Debreceni Nyári Tárlat
- 1992, 1994, 1996, 1998, 2000, Országos Rajzbiennálé Salgótarján
- 1992. Vásárhelyi Őszi Tárlat
- 1992. "Megbékéléseink" Budapest Hadtörténeti Múzeum
- 1992-93. Kecskeméti Téli Tárlat
- 1993. "Életünk tárgyai" Budatétényi Galéria
- 1993. "Ecce homo" Kecskeméti Képtár
- 1993. Debreceni Nyári Tárlat
- 1995. Kortárs Költészet - Kortárs Grafika Kecskemét
- 1995. Vallomások a vonalról - Budapest Vigadó Galéria
- 1995. "Téli Kert" Kecskeméti Képtár
- 1996. Országos Grafikai Biennálé Miskolc
- 1997. "Magyar Szalon" Budapest Műcsarnok
- 1997. Kecskeméti Tavaszi Tárlat
- 1997. Szegedi Nyári Tárlat
- 1997. Kortárs Költészet - Kortárs Grafika Kecskemét
- 1998, 2000. Országos Grafikai Biennálé Miskolc
- 1998. Kecskeméti Téli Tárlat
- 1999. Magyar Groteszk Kaposvár
- 1999. "Utak, dűlők védőszentjei Hatvan
- 2001. Alföldi Tárlat - Békéscsaba
- 2017. Szépművészeti Múzeum Kolozsvár

## Nemzetközi kiállítások
- 1981. és 1983. Nemzetközi Grafikai Biennálé Ljubljana (Szlovénia)
- 1982. Nemzetközi Kisgrafika Besztercebánya (Szlovákia)
- 1985. Nemzetközi Grafika Bradford (Anglia)
- 1992, 1996, 1998, 2000. Nemzetközi Kisgrafika Bp. Újpest Galéria
- 1997. I. Nemzetközi Kisgrafika Kolozsvár
- 2001. Becsei Nemzetközi Hidegtűbiennálé
- 2001. Feketén Fehéren Műcsarnok

## Társasági tagság[1]
- Magyar Alkotók Országos Egyesülete
- Magyar Grafikusok Szövetsége
- Altamira Egyesület
- Kecskeméti Műhely Egyesület

## Díjak, elismerések[2]
- 1958: Országos romániai plakátverseny, I. díj;
- 1988, 1990: a Bács-Kiskun megyei téli tárlat grafikai díja;
- 1992. Nemzetközi Kisgrafika - Újpest Galéria Honvédelmi Minisztérium díja;
- 1995. Kortárs Költészet - Kortárs Grafika Kecskemét BKKm Művészetéért Alapítvány díja;
- 1997. I. Nemzetközi Kisgrafika Kolozsvár (Románia) "HONORARY MENTION";
- 2000. Mezőgazdaság a Képzőművészetben Budapest, III. díj.